# 1987 w polityce
Wydarzenia polityczne w 1987 roku.

## Styczeń
- 12 stycznia – generał Wojciech Jaruzelski udał się w oficjalną podróż do Włoch i Watykanu, gdzie spotkał się z papieżem Janem Pawłem II[1].

## Luty
- 19 lutego – prezydent Stanów Zjednoczonych Ronald Reagan zniósł sankcje gospodarcze wobec Polski (nałożone po wprowadzeniu stanu wojennego)[2].

## Marzec
- 28 marca – premier Wielkiej Brytanii Margaret Thatcher rozpoczęła oficjalną wizytę w Związku Radzieckim[3].

## Maj
- 11 maja – rozpoczął się proces nazistowskiego zbrodniarza wojennego, funkcjonariusza Gestapo Klausa Barbie[4].

## Czerwiec
- 8–14 czerwca pielgrzymka Jana Pawła II do Polski. Papież przyjechał do Warszawy, Lublina, dawnego hitlerowskiego obozu zagłady w Majdanku, Krakowa, Szczecina, Gdańska, Gdyni, na Westerplatte, do Częstochowy i Łodzi[5].
- 12 czerwca – zmarł Józef Tusk, dziadek Donalda Tuska[6].

## Lipiec
- 20 lipca – Rada Bezpieczeństwa ONZ zażądała w rezolucji przerwania walk pomiędzy Irakiem a Iranem. Iran nie zgodził się na przerwanie walk[2].

## Sierpień
- 17 sierpnia – w berlińskim więzieniu zmarł Rudolf Heß, niemiecki nazista, jeden z najbliższych współpracowników Adolfa Hitlera[7][8].

## Wrzesień
- 3 września – w Burundi władzę przejął Wojskowy Komitet Ocalenia Narodowego (na czele z Pierre’em Buyoyą)[2].

## Październik
- 15 października – w Burkina Faso doszło do zamachu stanu. Podczas przewrotu zamordowano sprawującego władzę prezydenta Thomasa Sankarę, a urząd po nim przejął organizator spisku kapitan Blaise Compaoré[2].
- 25 października – podczas wspólnego posiedzenia Tymczasowej Komisji Koordynacyjnej NSZZ „Solidarność” i Tymczasowej Rady „Solidarności” powołano Krajową Komisję Wykonawczą NSZZ „Solidarność”. W jej skład weszli m.in. Lech Wałęsa, Zbigniew Bujak, Władysław Frasyniuk, Bogdan Lis. Przeciwnikami Komisji byli: Andrzej Gwiazda, Marian Jurczyk i Seweryn Jaworski[2].

## Listopad
- 19 listopada – Ewa Łętowska została rzecznikiem praw obywatelskich[9].

## Grudzień
- 8 grudnia:
  - w Waszyngtonie Ronald Reagan i Michaił Gorbaczow podpisali układ o całkowitej likwidacji rakiet krótkiego i zasięgu zasięgu. Umowa miała wejść w życie 1 lipca 1988 roku[2].
  - w Strefie Gazy doszło do incydentu – izraelska ciężarówka uderzyła w samochód osobowy, którym znajdowało się czterech Palestyńczyków, który ponieśli śmierć. Incydent stał się bezpośrednią przyczyną wybuchu intifady[2].
- 10 grudnia – Pokojową Nagrodę Nobla otrzymał Óscar Arias Sánchez[2].